# Shekhar Mehta
Shekhar Mehta (Kampala, Uganda, 20 de juny de 1945 - Londres, Anglaterra, 12 d'abril de 2006) va ser un pilot de ral·lis de naixement ugandès però nacionalitat esportiva keniana. Guanyador en cinc ocasions del Ral·li Safari al Campionat Mundial de Ral·lis i guanyador del Campionat africà de ral·lis de 1981.

## Trajectòria
Va néixer a Uganda, però la seva família va emigrar a Kenya l'any 1963, adoptant ell la nacionalitat keniata alhora de competir.
Comença a competir a finals dels anys 60 i principis dels 70 a diferents ral·lis africans, realitzant també de forma puntual alguna prova del Campionat d'Europa de Ral·lis i del Campionat Mundial de Ral·lis.
Va guanyar el Ral·li Safari cinc vegades entre 1973 i 1980, esdevenint el pilot amb més victòries en aquesta prova dins del Campionat Mundial. També esdevé guanyador del primer Campionat africà de ral·lis l'any 1981, un any on també aconsegueix el seu millor resultat a la classificació final del Campionat Mundial de Ral·lis al finalitzar en un cinquè lloc gràcies a la victòria al Ral·li Safari i els podis aconseguits amb el segon lloc al Ral·li de l'Argentina i el tercer lloc al Ral·li Costa d'Ivori.
La temporada 1984 guanya el Campionat de Kenya de Ral·lis, aconseguint tres victòries parcials al llarg del campionat.
Mehta es retira de la competició l'any 1986 després d'un greu accident al Ral·li dels Faraons a Egipte. Després de la seva retirada ocupà diferents càrrecs administratius a la FIA, esdevenint President de la comissió de Ral·li l'any 1997 i l'any 2004 va ser reelegit com a President del Mundial de Ral·lis després de la renúncia de Jacques Regis, l'anterior home en el càrrec que ja havia ocupat Mehta.
Va morir a Londres d'hepatitis el 12 d'abril de 2006, a l'edat de 61 anys.

## Victòries al WRC
|   | Ral·li        | Any  | Copilot      | Cotxe            |
| - | ------------- | ---- | ------------ | ---------------- |
| 1 | Ral·li Safari | 1973 | Lofty Drews  | Datsun 240Z      |
| 2 | Ral·li Safari | 1979 | Mike Doughty | Datsun 160J      |
| 3 | Ral·li Safari | 1980 | Mike Doughty | Datsun 160J      |
| 4 | Ral·li Safari | 1981 | Mike Doughty | Datsun Violet GT |
| 5 | Ral·li Safari | 1982 | Mike Doughty | Datsun Violet GT |